# محمد الميموني
محمد الميموني ( ولد بمدينة شفشاون سنة 1935، وتوفي سنة 2017) شاعر مغربي، من رواد الحداثة الشعرية المغربية.

## نشأته
تلقى تعليمه الأولي بمسقط رأسه، وكان التدريس، آنذاك، على عهد الاستعمار الإسباني، يتم باللغتين العربية والإسبانية. ثم التحق بالمعهد العربي بتطوان لمتابعة تعليمه الثانوي. انقطع، بعد ذلك عن الدراسة ومارس التدريس بالتعليم الابتدائي منذ سنة 1956 بمدينة الدارالبيضاء.
و سيلتحق سنة 1963 بكلية الآداب، بجامعة محمد الخامس بالرباط. و بعد حصوله على الإجازة، سيعود إلى التدريس في السلك الثانوي.
بدأ تجربته الشعرية حين نشر أولى قصائده عام 1958، في مجلة (الشراع) التي كان يديرها الشاعر المغربي عبدالكريم الطبال، بشفشاون، وبدأ كتابته في الصحف الوطنية عام 1963 حيث نشر قصيدته الأولى في جريدة (العلم).
سنة 2017 توفي عن عمر يناهز 82 سنة، بعد صراع طويل مع المرض.

## أعماله
- " كأنها مصادفات " / تداعيات سير ذاتية ،الطبعة الأولى ، منشورات سليكي أخوين ، طنجة ، 2013م.
- رواية " عودة المعلم الزين " ( في جزأين ) ، الطبعة الأولى ، منشورات سليكي أخوين ، طنجة ، 2015 م.

### أعماله الشعرية
- آخر أعوام العقم، الدار البيضاء، دار النشر المغربية، 1974.

- الحلم في زمن الوهم، 1992.
- طريق النهر، 1995.

- شجر خفي الظل، 1999.

- الأعمال الشعرية الكاملة، منشورات وزارة الثقافة، 2002.

- صيرورات تسمي نفسها، منشورات وزارة الثقافة، 2007 ( تضمنت الأعمال دواوين لم تنشر من قبل، وهي: مقام العشاق (1997-1999)، أمهات الأسماء (1997)، محبرة الأشياء (1998)، ما ألمحه وأنساه (2000)، متاهات التأويل (2000).

- موشحات حزن متفائل، منشورات سليكي إخوان، 2008.

- الإقامة في فسحة الصحو، 2013، منشورات مجلة كلمة الإلكترونية.

- بداية ما لا ينتهي، منشورات باب الحكمة، 2017.

### أعماله النقدية
- الشعر المغربي المعاصر: عتبات التحديث، منشورات سلسلة شراع عام، 1998

- سبع خطوات رائدة: دراسة في الشعر المغربي المعاصر، 1999

### ترجماته
- التماريت، فيدريكو غارسيا لوركا